# Dell Technologies Championship
Dell Technologies Championship är en professionell golftävling på den amerikanska PGA Touren. Tävlingen har spelats sedan 2003, då under namnet Deutsche Bank Championship, och spelas alltid under sensommaren och över labor day.
Den 26 oktober 2016 annonserade PGA Tour att Dell Technologies tar över titelsponsringen av tävlingen från Deutsche Bank.
Tävlingen ersatte Air Canada Championship på tävlingsschemat och arrangerades första gången 2003, då under namnet Deutsche Bank Championship och spelas mellan fredag till måndag, istället för torsdag till söndag. Tävlingen spelas fortfarande på samma golfbana som 2003: Tournament Players Club of Boston, utanför staden Norton.
Tävlingen blev en del av FedEx Cup slutspelen 2007 som den andra av fyra deltävlingar, och enbart de 100 bäst placerade spelarna på FedEx-rankingen är kvalificerade att få spela.
Tävlingen organiseras av PGA Tour, men mellan åren 2013-2016 organiserades den av Tiger Woods Foundation.

## Vinnare
| År                             | Spelare                        | Nationalitet                   | Resultat                       | Mot par                        | Segermarginal                  | Runner(s)-up                                   |
| Dell Technologies Championship | Dell Technologies Championship | Dell Technologies Championship | Dell Technologies Championship | Dell Technologies Championship | Dell Technologies Championship | Dell Technologies Championship                 |
| ------------------------------ | ------------------------------ | ------------------------------ | ------------------------------ | ------------------------------ | ------------------------------ | ---------------------------------------------- |
| 2017                           | Justin Thomas                  | USA                            | 267                            | -17                            | 3 slag                         | Jordan Spieth                                  |
| Deutsche Bank Championship     |                                |                                |                                |                                |                                |                                                |
| 2016                           | Rory McIlroy (2)               | Nordirland                     | 269                            | −15                            | 2 slag                         | Paul Casey                                     |
| 2015                           | Rickie Fowler                  | USA                            | 269                            | −15                            | 1 slag                         | Henrik Stenson                                 |
| 2014                           | Chris Kirk                     | USA                            | 269                            | −15                            | 2 slag                         | Russell Henley, Billy Horschel, Geoff Ogilvy   |
| 2013                           | Henrik Stenson                 | Sverige                        | 262                            | −22                            | 2 slag                         | Steve Stricker                                 |
| 2012                           | Rory McIlroy                   | Nordirland                     | 264                            | −20                            | 1 slag                         | Louis Oosthuizen                               |
| 2011                           | Webb Simpson                   | USA                            | 269                            | −15                            | Särspel                        | Chez Reavie                                    |
| 2010                           | Charley Hoffman                | USA                            | 262                            | −22                            | 5 slag                         | Jason Day, Luke Donald, Geoff Ogilvy           |
| 2009                           | Steve Stricker                 | USA                            | 267                            | −17                            | 1 slag                         | Jason Dufner, Scott Verplank                   |
| 2008                           | Vijay Singh (2)                | Fiji                           | 262                            | −22                            | 5 slag                         | Mike Weir                                      |
| 2007                           | Phil Mickelson                 | USA                            | 268                            | −16                            | 2 slag                         | Arron Oberholser, Brett Wetterich, Tiger Woods |
| 2006                           | Tiger Woods                    | USA                            | 268                            | −16                            | 2 slag                         | Vijay Singh                                    |
| 2005                           | Olin Browne                    | USA                            | 270                            | −14                            | 1 slag                         | Jason Bohn                                     |
| 2004                           | Vijay Singh                    | Fiji                           | 268                            | −16                            | 3 slag                         | Adam Scott, Tiger Woods                        |
| 2003                           | Adam Scott                     | Australien                     | 264                            | −20                            | 4 slag                         | Rocco Mediate                                  |

## Flerfaldiga vinnare
Två spelare har vunnit tävlingen mer än en gång 2016.
Två vinster:
- Rory McIlroy: 2012, 2016
- Vijay Singh: 2004, 2008